# البطيحية
البطيحية قرية سورية تتبع لـناحية السودا في منطقة طرطوس في محافظة طرطوس.
تقع على ارتفاع 340 م عن سطح البحر على بعد 8 كم جنوب-شرق السودا و20 كم شمال-شرق طرطوس على طريق مدينة الشيخ بدر. يمر في سفح القرية نهر الخوابي. وتكثر فيها أشجار الزيتون والسنديان.
تمتد قرية البطيحية على جبل يطل من الغرب على قرية عورو ومنظر بعيد للبحر . وتجاورها قلعة الخوابي وقرية بيت المرج وعقر زيتي من الشرق، وقرية الجديدة ورأس الكتان من الشمال، وبملكة والعوينية من الجنوب. 
بلغ عدد سكانها 224 نسمة في عام 2004 حسب المكتب المركزي للإحصاء. مما يجعلها ثالث أصغر قرية سكانياً في ناحية السودا بعد بعشتر وبيت الحرف.